# Ненартович, Анатолий Акимович
Ненартович Анатолий Акимович (10 июля 1915, Кухотская воля, Минская губерния, Российская империя — 1 января 1988, Ленинград, СССР) — советский художник, живописец, член Ленинградской организации Союза художников РСФСР.

## Биография
Анатолий Ненартович родился 10 июля 1915 года в селе Кухотская Воля Минской губернии в семье учителей.
В 1935 году Ненартович приехал в Ленинград, в 1938 году поступил на первый курс Ленинградского художественного-педагогического техникума.
В 1939 году со второго курса техникума был призван в Красную Армию. После начала Великой Отечественной войны участвовал в обороне Луцка, Киева, в боях за Воронеж, в тяжелейших оборонительных боях у станций Панфилово и Филоново под Сталинградом. Закончил войну в оперативном отделе штаба 8 корпуса ПВО Юго-Западного фронта. Был ранен, награждён медалью «За победу над Германией».
После демобилизации в сентябре 1945 года Ненартович вернулся к учёбе в Ленинградском художественно-педагогическом техникуме, который окончил в 1949 году. В 1947 году женился на Н. П. Штейнмиллер, выпускнице ЛИЖСА имени И. Е. Репина (мастерская М. П. Бобышева), талантливом живописце и театральном художнике.
В 1950 поступил на первый курс живописного факультета Ленинградского института живописи, скульптуры и архитектуры имени И. Е. Репина. Занимался у Леонида Худякова, Василия Соколова, Александра Зайцева.
В 1956 окончил институт по мастерской профессора Бориса Иогансона с присвоением звания художника живописи в одном выпуске с Гулей Лениной, Энгельсом Козловым, Ярославом Крестовским, Петром Назаровым, Николаем Позднеевым, Всеволодом Петровым-Маслаковым, Леонидом Фокиным и другими молодыми художниками. Дипломная работа — историческая картина «1905 Год. На Семянниковском заводе».
С 1956 года участвовал в выставках. Писал жанровые и тематические композиции, городские и ландшафтные пейзажи, натюрморты, этюды с натуры. Работал в технике масляной и темперной живописи. В 1956 был принят в члены Ленинградского Союза художников. Наибольшую известность получил как автор жанровых картин и многочисленных натурных этюдов, запечатлевших городские сцены с дорожными и строительными работами.
Скончался 1 января 1988 года в Ленинграде на 73-м году жизни.
Произведения А. А. Ненартовича находятся в музеях и частных собраниях в России, Великобритании, Германии, Франции, США и других странах.

## Творчество
Творческая судьба, а затем и судьба художественного наследия Анатолия Ненартовича сложилась во многом драматично. Уже в дипломной картине Ненартович показал себя вдумчивым зрелым мастером, способным успешно решать задачи, стоящие перед художником при создании произведений в жанре тематической многофигурной композиции. Не случайно этому жанру он уделял особое внимание в картинах и многочисленных натурных этюдах 1950-х - первой половины 1960-х годов.
Ненартович рано нашёл свою тему, ею стали городские сцены с уличными ремонтно-строительными работами, развернувшимися в Ленинграде со второй половины 1950-х годов. Город преображался: на смену керосинкам и печам в дома приходил газ, вместо дров - центральное отопление. Вдоль улиц прокладывались газопроводы и теплотрассы, а затем укладывалось новое асфальтовое покрытие. В этой динамике жизни художник ощущал не только пульс времени, но и находил богатейший живописный материал для своих произведений.

А. А. Ненартович. Асфальтировщицы. 1969

Его первые работы в жанре городского этюда относятся к концу 1940-х годов. Примером могут служить работы «Зимняя стоянка кораблей на Неве» Архивная копия от 26 декабря 2010 на Wayback Machine, «Зимой у моста Лейтенанта Шмидта» (обе 1949). Во второй половине 1950-х - начале 1960-х в этом жанре им были написаны многочисленные этюды и картины, в том числе «Асфальтирование улицы» Архивная копия от 26 декабря 2010 на Wayback Machine (1956), «На строительстве ГЭС» Архивная копия от 25 декабря 2010 на Wayback Machine, «Прокладка теплотрассы» Архивная копия от 26 декабря 2010 на Wayback Machine (обе 1957), «Прокладка теплоцентрали», «Ленинградские строители» Архивная копия от 26 декабря 2010 на Wayback Machine, «Ленинградская улица» Архивная копия от 26 декабря 2010 на Wayback Machine, «Строительные работы» Архивная копия от 25 декабря 2010 на Wayback Machine (все 1958), «Асфальтировщицы» Архивная копия от 26 декабря 2010 на Wayback Machine, «Укладка аксфальта» Архивная копия от 26 декабря 2010 на Wayback Machine, «Асфальтирование улицы» Архивная копия от 25 декабря 2010 на Wayback Machine, «Прокладка газопровода» Архивная копия от 26 декабря 2010 на Wayback Machine, «Асфальтировка улицы» Архивная копия от 26 декабря 2010 на Wayback Machine (все 1959), «Завод» (1960), «Дорожницы» (1961), «Берёзы», «Солнечно» (1963), «Асфальтировщицы» Архивная копия от 26 декабря 2010 на Wayback Machine (1961), «Асфальтировщики», «Новый район», «Яхты», «На окраине» (все 1964) и другие.
Для живописной манеры А. Ненартовича характерны декоративность и конструктивная роль цветового пятна. Колорит работ яркий, насыщенный, строится на звучных светотеневых контрастах и изысканных цветовых отношениях. Письмо широкое, энергичное, отличается мастерской передачей пленэра и артистизмом исполнения.
В 1964 году А. Ненартович показал на зональной выставке картину «Асфальтировщики», за которую был подвергнут неожиданной и несправедливой критике. Художник изобразил на холсте группу дорожных рабочих: женщин - асфальтировщиц и их бригадира. Не считаясь с правдивостью и художественными достоинствами картины, автора упрекали в поэтизации и пропагандировании средствами искусства использования женщин на тяжёлых физических работах. Глубоко задетый несправедливой критикой, художник уничтожил часть своих работ. Лишь в начале 1990-х, после смерти А. Ненартовича, уцелевшие в мастерской этюды этой серии заново открыли для зрителей и специалистов эту страницу творчество художника. Особый успех выпал на долю небольшой работы Асфальтировщицы (1961), многократно показанной на выставках и воспроизведённой в печати. В ней художник живописными средствами создал необычайно выразительный и правдивый образ эпохи, понятный и узнаваемый. Как подтверждение в 2018 году NAWIC (National Association of Women in Construction, USA) выбрала эту работу А. Ненартовича для размещения на плакате  своей ежегодной конференции.
После 1965 года А. Ненартович редко участвует в выставках, в его творчестве преобладает декоративный натюрморт и реже пейзаж, который он теперь пишет в основном по памяти. Среди его работ «Площадь Льва Толстого» (1973), «Натюрморт на красной ткани» Архивная копия от 6 марта 2018 на Wayback Machine (1979), «Натюрморт с чашкой» (1980), «Натюрморт с арбузом» Архивная копия от 6 марта 2018 на Wayback Machine (1981) и другие.
Трагичной оказалась судьба работ А. Ненартовича и его жены Н. Штейнмиллер, хранившихся после их смерти в мастерской. В 1993 году там произошёл сильный пожар, в результате которого погибли все находившиеся в мастерской работы, включая дипломную картину А. А. Ненартовича «1905 Год. На Семянниковском заводе», взятую им незадолго до смерти для авторской реставрации.